# Marnie Schulenburg
Pour les articles homonymes, voir Schulenburg et Schulenburg (homonymie).
Marnie Schulenburg, née le 21 mai 1984 à Barnstable (cap Cod au Massachusetts) et morte le 17 mai 2022 à Bloomfield (New Jersey), est une actrice américaine.

## Biographie
Marnie Schulenburg naît au cap Cod au Massachusetts. Elle a une sœur aînée, Corinna, dramaturge et un frère cadet, Allan, professeur de musique. Elle est diplômée de la Barnstable High School en 2002 où elle participe à des comédies musicales et chante dans l'ensemble de jazz vocal. Elle suit des cours de danse et de chant au Cape Cod Conservatory.
En mai 2006, elle est diplômée de l'Université DeSales (en) de Center Valley, en Pennsylvanie, avec un baccalauréat en théâtre. Au DeSales, elle est impliquée dans le théâtre, tant musical que classique, dont celui de William Shakespeare.
En septembre 2006, elle déménage à New York et commence à auditionner pour des rôles d'actrice. Elle rejoint la Dramatists Guild of America où elle prend part à la lecture de pièces de théâtre et  participe également au Flux Theatre Ensemble.
En 2006, Marnie Schulenburg est choisie pour le rôle d'Alison Stewart et fait ses débuts lorsque le personnage fait une apparition croisée dans Les Feux de l'amour le 22 février 2007, et ensuite fait ses débuts dans As the World Turns le mois suivant. Marnie Schulenburg et l'actrice Adrienne Frantz sont présentes dans le mini feuilleton en ligne Digital Daytime: LADiaries. Schulenburg continue avec As the World Turns jusqu'à son dernier épisode, le 17 septembre 2010, devenant l'actrice la plus ancienne dans le rôle d'Alison. Pour son interprétation d'Alison, Marnie Schulenburg remporte une nomination aux Daytime Emmy Awards dans la catégorie Jeune actrice exceptionnelle dans une série dramatique en 2010. En avril 2020, elle apparait lors d'une réunion de distribution virtuelle animée par Alan Locher.
Marnie Schulenburg fait ses débuts au cinéma dans la comédie romantique Made for Each Other (2009). Elle a des rôles d'invité dans les émissions de télévision Fringe, Divorce, Manhattan Love Story, American Wives, La Loi de Canterbury (Canterbury's Law), Elementary et Blue Bloods. Elle est apparue dans la série Alpha House d' Amazon Prime Video en tant que Crystal dans les deux derniers épisodes de sa première saison[réf. nécessaire]. Schulenburg joue Sherry Tanner dans trois épisodes de la série comique dramatique Royal Pains. Elle apparaît dans les productions théâtrales du Pennsylvania Shakespeare Festival, Comme il vous plaira (2006) et South Pacific (2011). Elle apparait dans le film documentaire One Night Stand (2011) aux côtés de Cheyenne Jackson, Jesse Tyler Ferguson et Rachel Dratch. Le film suit les acteurs pendant 24 heures alors qu'ils composent de la musique, écrivent un scénario et des paroles et apprennent des répliques, car le spectacle fera son ouverture et sa fermeture d'une nuit au Gramercy Theatre de New York,.
En 2013, elle joue le rôle de Jo Sullivan dans le feuilleton On ne vit qu'une fois d'ABC. En 2014, elle commence à interpréter l'ambitieuse actrice Peyton Adams dans Tainted Dreams qui est créé sur YouTube le 30 décembre 2013 et est ensuite transféré exclusivement sur Amazon et Amazon Prime,. Créé par Sonia Blangiardo, il s'agit d'un « soap-within-a-soap » qui suit le drame des coulisses du feuilleton fictif Painted Dreams. En avril 2019, elle fait une apparition en guest star en tant que Stacy dans The Good Fight de CBS.

### Vie privée
Le 15 septembre 2013, Marnie Schulenburg épouse son petit ami, qu'elle fréquente depuis dix ans, l'acteur Zack Robidas (en). Elle donne naissance à leur fille, Coda Jones, le 12 décembre 2019,.

### Maladie et mort
En mai 2020, Marnie Schulenburg révèle que les médecins ont diagnostiqué qu'elle avait un cancer du sein métastatique, que les médecins ont confondu avec un diagnostic de mammite commun aux nouvelles mères,. Elle décrit son cancer comme « le type le plus insidieux, le cancer du sein inflammatoire qui ne ressemble pas au cancer du sein typique, plus agressif, affecte les femmes plus jeunes et se déguise en infection de l'allaitement ». « Comment fête-t-on un anniversaire après un diagnostic de cancer du sein de stade quatre au milieu d'une pandémie mondiale alors qu'elle élevait un enfant de 5 mois ? », a-t-elle écrit dans un post Instagram. Ses amis et les membres de sa famille créent une page GoFundMe pour ses frais médicaux et l'objectif de 75 000 $ est atteint en octobre 2020. Le 17 mai 2022, quatre jours avant son 38e anniversaire, Schulenburg meurt de la maladie dans un hôpital de Bloomfield au New Jersey,.

## Filmographie partielle

### Au cinéma
- 2009 : Made for Each Other : serveuse au Wing
- 2011 : One Night Stand : elle-même (film documentaire)
- 2013 : Penny Dreadful : Holly (court métrage)
- 2013 : The Golden Scallop : Lindsay O'Hara
- 2014 : Don-o-mite : secrétaire (court métrage)
- 2017 : Digital Friends : thérapeute (court métrage)

### À la télévision
- 2007 : Les Feux de l'amour : Alison Stewart (épisode #1.8585)
- 2007–2010 : As the World Turn : Alison Stewart (308 épisodes, nommée pour le Daytime Emmy Award de la meilleure jeune actrice dans une série télévisée dramatique en 2010)
- 2007 : Digital Daytime: L.A.Diaries : Alison Stewart (Websérie)
- 2008 : La Loi de Canterbury : Annabeth Moulins (épisode : What Goes Around)
- 2009 : Fringe : maman (épisode : Unleashed)
- 2010 : American Wives : Mégan Meyer (épisode : Scars and Stripes)
- 2010-2012, 2016 : Royal Pains : Xérès Tanner (3 épisodes)
- 2011, 2012 : Blue Bloods : Coreen (épisodes : Whistle Blower et Lonely Hearts Club)
- 2013 : Compulsive Love : Lucie (épisode : Leena, Lucy and Lyssa)
- 2013 : On ne vit qu'une fois : Jo Sullivan (9 épisodes)
- 2014 : Alpha House : Crystal (épisodes : In the Saddle et Showgirls)
- 2014 : Manhattan Love Story : Anne (épisode : Let It Go)
- 2014–2017 : Tainted Dreams : Peyton Adams (15 épisodes)
- 2015 : Dog People : Liz (épisode : Double Dog Standard)
- 2017 : Elementary : Maureen (épisode : Fly Into a Rage, Make a Bad Landing)
- 2019 : Divorce : l'avocat de Dallas (épisode : Knock Knock)
- 2019 : The Good Fight : Stacy (épisode : The One with Lucca Becoming a Meme)
- 2022 : City on a Hill : Maggie Caysen (rôle récurrent, 6 épisodes)

## Théâtre
- 2006 : Comme il vous plaira : Célia (Festival Shakespeare de Pennsylvanie)
- 2011 : South Pacific : Nellie (Festival Shakespeare de Pennsylvanie)